# یعقوبعلی شورورزی
پهلوان یعقوبعلی شورورزی (زادهٔ ۴ شهریور ۱۳۰۲ خورشیدی در روستای شورورز، نیشابور- درگذشتهٔ ۱۳ مهر ۱۳۷۸ خورشیدی نیشابور) از کشتی‌گیران و پهلوانان معروف ایرانی در سنگین‌وزن بود که مدال‌های فراوانی در کشتی در سطح جهان و ایران به‌دست‌آورد. شورورزی همچنین در شعر فارسی نیز فعال بوده‌است.

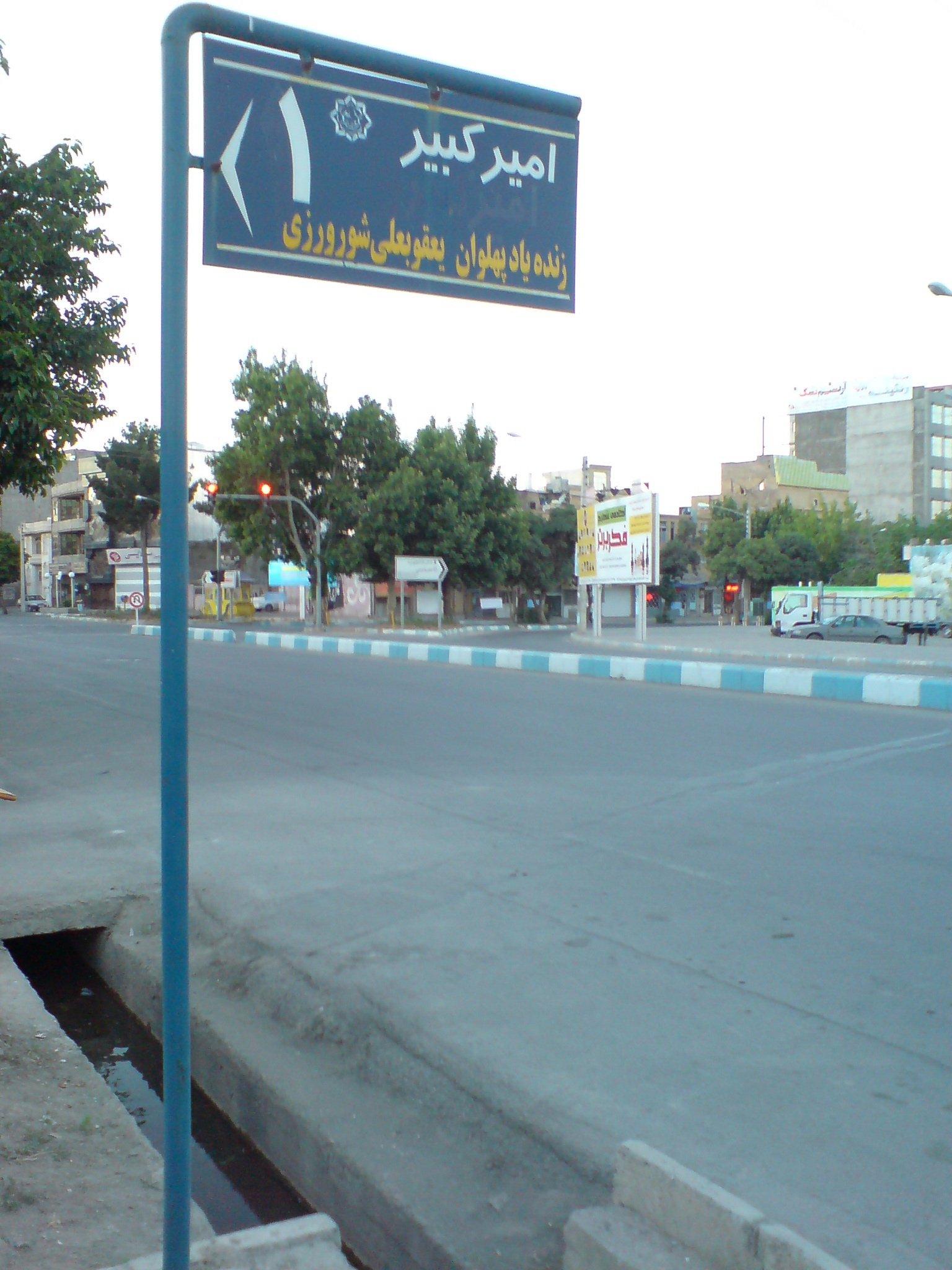
کوچهُثݐ اول خیابان امیرکبیر در نیشابور؛ به نام شورورزی نام‌گذاری شده‌است.

بسیاری از ورزش‌دوستان و ورزشکاران ایرانی، نیشابور را با نام پهلوان یعقوبعلی شورورزی می‌شناسند. به گفته پهلوان حصاری، اشرف پهلوی خواهر دوقلوی محمدرضا شاه پهلوی خواستار ازدواج با پهلوان شورورزی بوده است که پهلوان مخالفت کرده است. او موفق به کسب جام اخلاق و بازوبند پهلوانی کشور ایران شده بود. وی از معدود ورزشکاران ایرانی است که بدون شکست از کشتی کناره‌گیری کرده‌است. فدراسیون ورزش‌های باستانی و کشتی پهلوانی ایران طی حکمی حق احترام ضرب و زنگ را در کلیهٔ زورخانه‌های کشور به او می‌دهد. شورورزی دلبستگی ویژه‌ای به شهر و مردم نیشابور داشت، او بازوبند پهلوانی، کاپ اخلاق و کلیه احکام ورزشی و مدال‌هایش را به مردم نیشابور اهدا نمود. این اسناد از سال ۱۳۷۶ به بعد در کاروانسرای شاه‌عباسی نیشابور نگهداری می‌شود.
نقطهٔ اوج فعالیت‌های پهلوان شورورزی که از سال ۱۳۳۲ شروع شده بود و به مدت شانزده سال به‌طور مرتب مقام اول کشتی آزاد و فرنگی ایران را از آن خود ساخت. پهلوان شورورزی در مسابقات جهانی تهران در سال ۱۹۵۹ در سنگین‌وزن از اعضای تیم ملی بود و عنوان پنجم را کسب نمود، در سال ۱۹۶۰ به پوشیدن پیراهن تیم ملی نائل شد و همراه تیم ملی ایران در المپیک رُم شرکت نمود و به مقام ششم نائل آمد.
وی بارها همراه با تیم ملی ایران جهت انجام مسابقه کشتی دوستانه به کشورهای ترکیه، بلغارستان و روسیه اعزام شد.
در سال ۱۳۴۰ در یک رقابت کشتی، واقعه‌ای روی داد که محبوبیت شورورزی را شدت بخشید. او گفته‌است:
جریان از این قرار بود که وی [صدیق‌زاده] پس از شکست از من با سر به صورتم زد به‌طوری که دهانم پر از خون شد. پس از زدن بخیه و پانسمان، فوری به روی تشک برگشتم. جلو رفتم تا صورت حریف شکست خورده را ببوسم، بار دیگر سیلی محکمی به گوش من زد، آن موقع رو به جمعیت کردم و گفتم: ای مردم شما خود قضاوت کنید. مردم هیجان‌زده از جا بلند شدند و به ضارب من حمله نمودند، مأموران امنیتی آقای صدیق‌زاده را از پنجره به بیرون فراری دادند، در همین مسابقه بود که بنا به خواستهٔ مردم و رأی داوران کمیتهٔ المپیک، کاپ اخلاق به من اعطا شد و ایشان برای همیشه از کشتی محروم گشت.

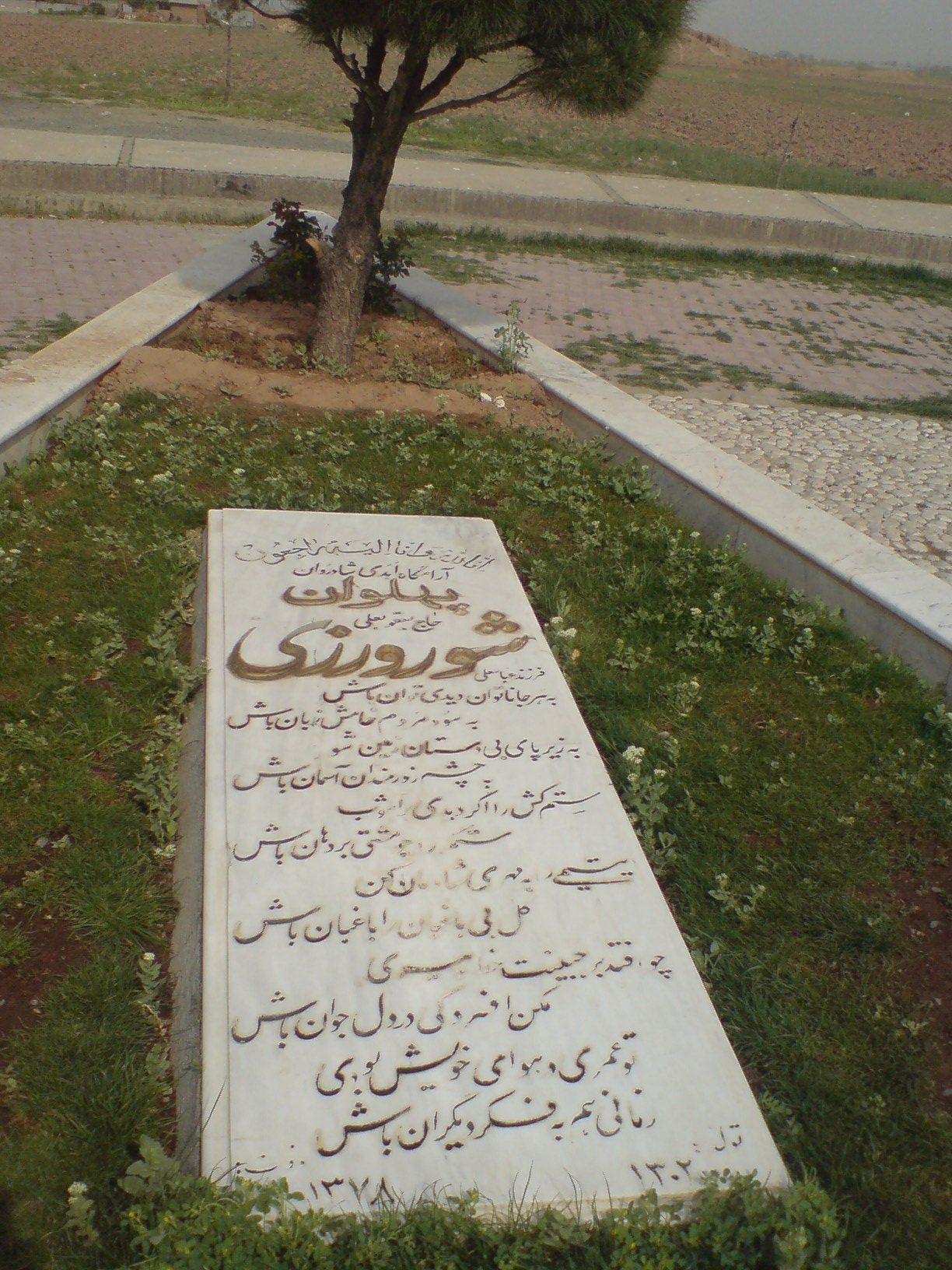
آرامگاه پهلوان یعقوبعلی شورورزی در آرامگاه مشاهیر در نیشابور

در سال‌های ۱۳۴۱ و ۱۳۴۲ کسی حاضر به انجام مسابقهٔ کشتی پهلوانی با ایشان نشد. طبق رسوم کشتی پهلوانی در ایران، بازوبند برای همیشه نزد ایشان باقی ماند. وی در سال ۱۳۴۰ همراه با تیم ملی ایران در تهران در مسابقات سه جانبه برتر دنیا شرکت داشته و با قهرمانان سنگین‌وزن آن زمان یعنی احمد اف از کشور بلغارستان و حمید کاپلان از کشور ترکیه مساوی نمود.